# Desire (portugiesische Band)
Desire ist eine 1992 als Incarnated gegründete Death-Doom- und Gothic-Metal-Band.

## Geschichte
Schlagzeuger Vitor „Flame“ Machado und Sänger Nuno „Corvus“ Migue gründeten 1992 Incarnated. Im Herbst des gleichen Jahres stieß der Gitarrist „Mist“ zur Gruppe. Im Oktober 1993 nahm das Trio das erste Stück Death Blessed By a God auf und beschloss bald darauf die Gruppe umzubenennen. Zugleich wurde mit „Dawn“ ein weiteres Mitglied in die Band geholt, durch das so hinzugezogene Keyboard veränderte sich auch der Stil der Band.
Als Desire entstanden zwei weitere Stücke, die 1995 als Demoband Advance Tracks 95 veröffentlicht wurden und in einem Vertrag mit dem portugiesischen Label Skyfall Records führten. Mitte des Jahres 1996 wurde über das Label das Debütalbum Infinity… A Timeless Journey Through an Emotional Dream veröffentlicht. Das Album erlangte vorerst nationale Popularität wurde in späteren Jahren jedoch mehrmals wiederveröffentlicht, unter anderem von Alma Mater Records. Mitunter bedingten die Wiederveröffentlichungen eine langfristig internationale Anerkennung der Band. Zwei Jahre nach der Veröffentlichung des Debüts erschien die EP Pentacrow …Misanthropic Tragedy… über Skyfall Records. Anschließend fiel die Band in eine Phase personeller Probleme die den kreativen Prozess bremste. Ständige Besetzungswechsel verzögerten den Schreibprozess an einem Folgealbum. Aus der Schwierigkeit heraus sowie bedingt in einer generellen Unzufriedenheit mit der Leistung des Labels lösten Desire den Vertrag mit Skyfall Records. Das anschließende Album Locus Horrendus – The Night Cries of a Sullen Soul… erschien im Jahr 2002 im Selbstverlag, wurde jedoch international weit beachtet. Anschließend bestritt Desire eine Europatournee und absolvierte diverse Festivalauftritte. Der fortgeführte kreative Prozess stockte hingegen weiterhin, so dass erst 2009 mit Crowcifix eine weitere EP veröffentlicht wurde. In den weiteren Jahren kam es zu einer vorübergehenden Trennung der Gruppe. Trotz fortwährender Aktivität mit Teils internationalen Auftritten blieben weitere Veröffentlichungen aus.

## Stil
Als ultralangsamen Atmospheric Death Doom mit ausgeprägten Keyboard-Einsatz, romantischen Texten und geflüsterten Gesang wird die Musik von Desire in der Datenbank von Doom-Metal.com geführt. Im Kontrast hierzu stünde das gutturale Growling sowie ein ausgeprägt aggressives Gitarrenspiel. Zur näheren Einordnung werden Vergleiche zu Interpreten des Gothic Metal und Death Doom wie My Dying Bride, Saturnus und Thorns of the Carrion bemüht.

## Rezeption
Infinity… A Timeless Journey Through an Emotional Dream gilt rückblickend als „wegweisendes Album atmosphärischer Düsternis“ und gewichtiges Album der portugiesischen Doom-Metal-Szene. Dabei wurde das Album in seiner Zeit positiv, aber kaum überschwänglich beurteilt und als gutes Album mit „mehr Vor- als Nachteilen“ beurteilt. Es weise „einige gute Ideen“ auf und sei ein Beleg für die intensiven Bemühungen der Gruppe, die noch etwas mehr Reife benötige. Es gäbe durchaus einige Elemente „die man hätte besser machen oder aus dem Album nehmen können, um es stringenter zu gestalten“, aber insgesamt sei Infinity… A Timeless Journey Through an Emotional Dream „ein großartiges Debüt“.
Locus Horrendus – The Night Cries of a Sullen Soul… erhielt bereits mit Veröffentlichung eine deutlich breitere Resonanz als das Debüt der Gruppe. Dabei variierten die Rezensionen von der Beurteilung des Albums als „künstlerisch verpackte Leierlangeweile in Reinkultur“ bis zu jener als eine der besten Veröffentlichungen des Jahres, „kleines Meisterwerk des Gothic (Death) Metal“ oder „absolutes Meisterwerk“. Das Album erweiese sich als „fesselnd“ und „abwechslungsreich“, sofern es erschlossen würde. Dabei sprachen auch negativ wertende Rezensenten dem Album positive Aspekte zu „handwerklich“ sei Locus Horrendus – The Night Cries of a Sullen Soul… „es erste Sahne, das Artwork […] stimmungsvoll und die Produktion (Finnvox-Studios) erstklassig“, Das Album wurde analog zu den differierenden Beurteilungen als polarisierend wahrgenommen. Mitunter wurde Locus Horrendus – The Night Cries of a Sullen Soul… als gelungene Reminiszenz an die Frühphase des Gothic Metal und Death Doom gelobt. Mit „Affinität zu“ den den Vorbildern entsprechenden „langsamen, doomigen Klängen“ und dem Bestreben die „Musik nicht vorschnell als langweilig“ abzutun gelänge es Desire „mit einfachsten Mitteln eine unglaublich intensive Wirkung“ zu entfalten. „Wer“ dem Gegenüber „symphonischen Doom schon immer für pathetisch-bemühtes Trübsal hielt, wird hier genug Argumente zum Belegen seiner These finden“ und „wer in dieser musikalischen Gattung den Zenit intelligenter und emotionaler Musik zu erkennen meinte, ebenso“ wurde die zu erwartende Polarisierung durch Locus Horrendus – The Night Cries of a Sullen Soul… von Tobias Fischer für Terrorverlag beschrieben.
Die EP Crowcifix wurde gegenüber den Alben nur geringfügig wahrgenommen, dabei allerdings hoch gelobt. Die EP präsentiere Musik die zu dem Besten gehöre, das das Genre zu bieten hätte. Zugleich schüre die EP Erwartungen an ein kommendes Album.

## Diskografie
- 1995: Advance Tracks 95 (Demo, Selbstverlag)
- 1996: Infinity… A Timeless Journey Through an Emotional Dream (Album, Skyfall Records; 2017: Alma Mater Records, 2018: Urubuz Records)
- 1998: Pentacrow …Misanthropic Tragedy… (EP, Skyfall Records)
- 2002: Locus Horrendus – The Night Cries of a Sullen Soul… (Album, Selbstverlag; 2005: Rock Machine Records)
- 2009: Crowcifix (EP, Selbstverlag)